# Jakarta Persistence Query Language
Jakarta Persistence Query Language (JPQL. Раніше, Java Persistence Query Language) — це платформо-незалежна об'єктно-орієнтована мова запитів, що є частиною специфікації Java Persistence API (JPA).
JPQL використовується для написання запитів до сутностей, що зберігаються в реляційній базі даних. Вона значною мірою схожа на SQL, і її запити нагадують запити SQL за синтаксисом, але працюють на об'єктах сутностей JPA (JPA entity objects), а не на таблицях бази даних. 
В додаток до вибирання об'єктів (запитиSELECT), JPQL підтримує запити, що ґрунтуються на операторах UPDATE та DELETE.

## Приклади
Прикладові класи JPA, методи доступу (сеттери та геттери) для простоти опущені.
```
@Entity

public
 
class
 
Author
 
{

    
@Id

    
private
 
Integer
 
id
;

    
private
 
String
 
firstName
;

    
private
 
String
 
lastName
;

 

    
@ManyToMany

    
private
 
List
<
Book
>
 
books
;

}

 

@Entity

public
 
class
 
Book
 
{

    
@Id

    
private
 
Integer
 
id
;

    
private
 
String
 
title
;

    
private
 
String
 
isbn
;

 

    
@ManyToOne

    
private
 
Publisher
 
publisher
;

 

    
@ManyToMany

    
private
 
List
<
Author
>
 
authors
;

}

 

@Entity

public
 
class
 
Publisher
 
{

    
@Id

    
private
 
Integer
 
id
;

    
private
 
String
 
name
;

    
private
 
String
 
address
;

 

    
@OneToMany
(
mappedBy
 
=
 
"publisher"
)

    
private
 
List
<
Book
>
 
books
;

}

```

Тоді простий запит для отримання списку всіх авторів в алфавітному порядку виглядатиме так:
```
SELECT
 
a
 
FROM
 
Author
 
a
 
ORDER
 
BY
 
a
.
firstName
,
 
a
.
lastName

```

Отримати список авторів, які коли-небудь були опубліковані видавництвом XYZ Press:
```
SELECT
 
DISTINCT
 
a
 
FROM
 
Author
 
a
 
INNER
 
JOIN
 
a
.
books
 
b
 
WHERE
 
b
.
publisher
.
name
 
=
 
'XYZ Press'

```

JPQL підтримує іменовані параметри,які починаються з двокрапки (:). Ми могли б написати функцію, що повертає список авторів з даним прізвищем наступним способом:
```
import
 
javax.persistence.EntityManager
;

import
 
javax.persistence.Query
;

...

@SuppressWarnings
(
"unchecked"
)

public
 
List
<
Author
>
 
getAuthorsByLastName
(
String
 
lastName
)
 
{

    
String
 
queryString
 
=
 
"SELECT a FROM Author a "
 
+

                         
"WHERE a.lastName IS NULL OR LOWER(a.lastName) = LOWER(:lastName)"
;

    
Query
 
query
 
=
 
getEntityManager
().
createQuery
(
queryString
);

    

    
query
.
setParameter
(
"lastName"
,
 
lastName
);

    
return
 
query
.
getResultList
();

}

```

## Hibernate Query Language
JPQL базується на Hibernate Query Language (HQL), старшій, не стандартизованій мові запитів, що включена до бібліотеку об'єктно-реляційного відображення  Hibernate. 
Hibernate та HQL були створенні до появи специфікації JPA.
Так само як Hibernate 3, JPQL є підмножиною мови запитів HQL.